# مايك سويني (لاعب كرة قاعدة)
مايك سويني (بالإنجليزية: Mike Sweeney)‏ هو لاعب كرة قاعدة أمريكي، ولد في 22 يوليو 1973 في مقاطعة أورانج في الولايات المتحدة.

## وصلات خارجية
- مايك سويني على موقع دوري كرة القاعدة الرئيسي (الإنجليزية)
- مايك سويني على موقعبيزبول رفرنس.كوم (الدوري الرئيسي) (الإنجليزية)
- مايك سويني على موقعبيزبول رفرنس.كوم (الدوري الثانوي) (الإنجليزية)
- مايك سويني على موقع إي إس بي إن.كوم (أم.أل.بي) (الإنجليزية)
- مايك سويني على موقع مشجعي الرسوم البيانية (الإنجليزية)